# Yamandu
Yamandu – miasto w Sierra Leone, w prowincji Wschodniej, w dystrykcie Kono.